# Renaudotova cena

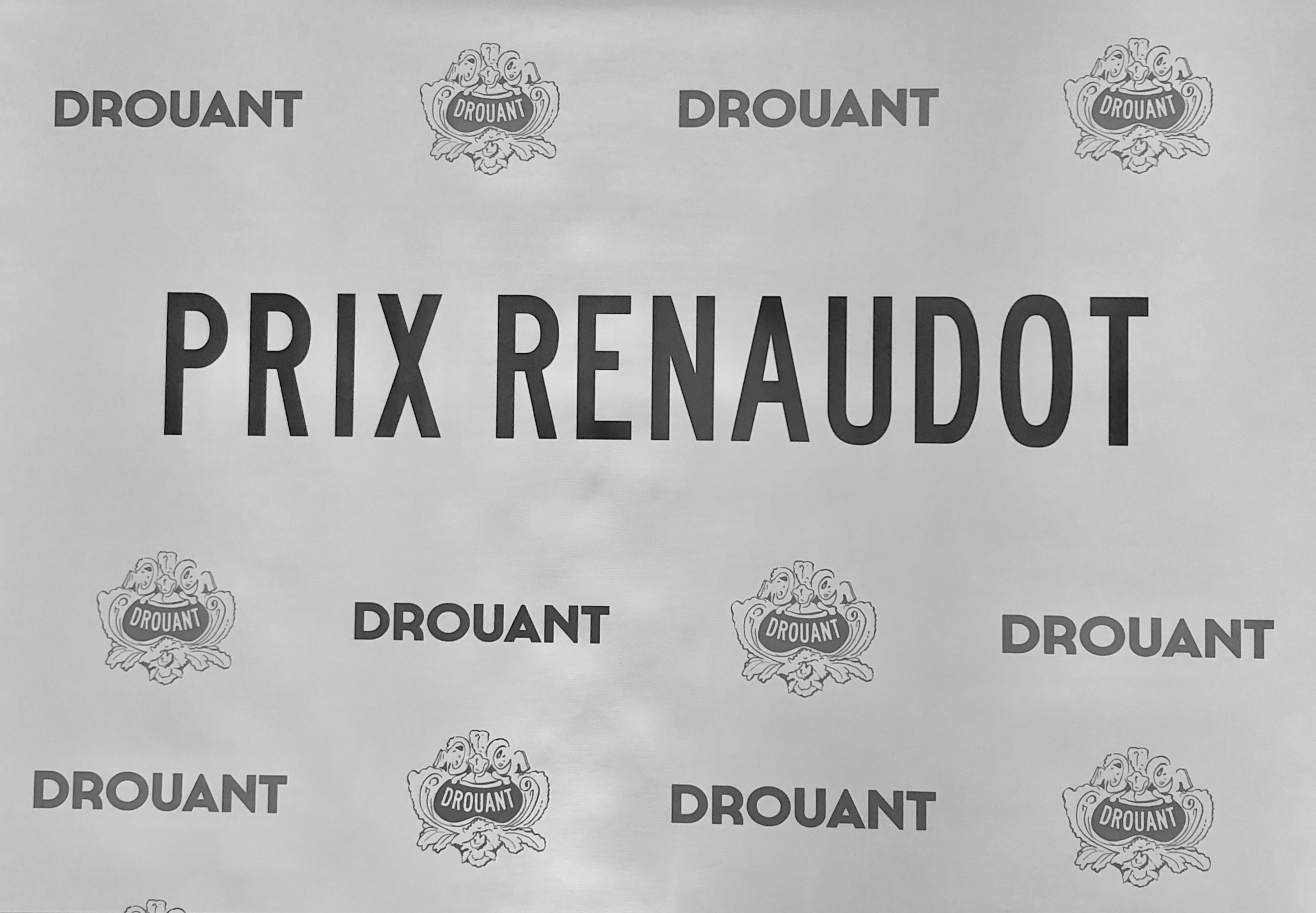
Prix Renaudot

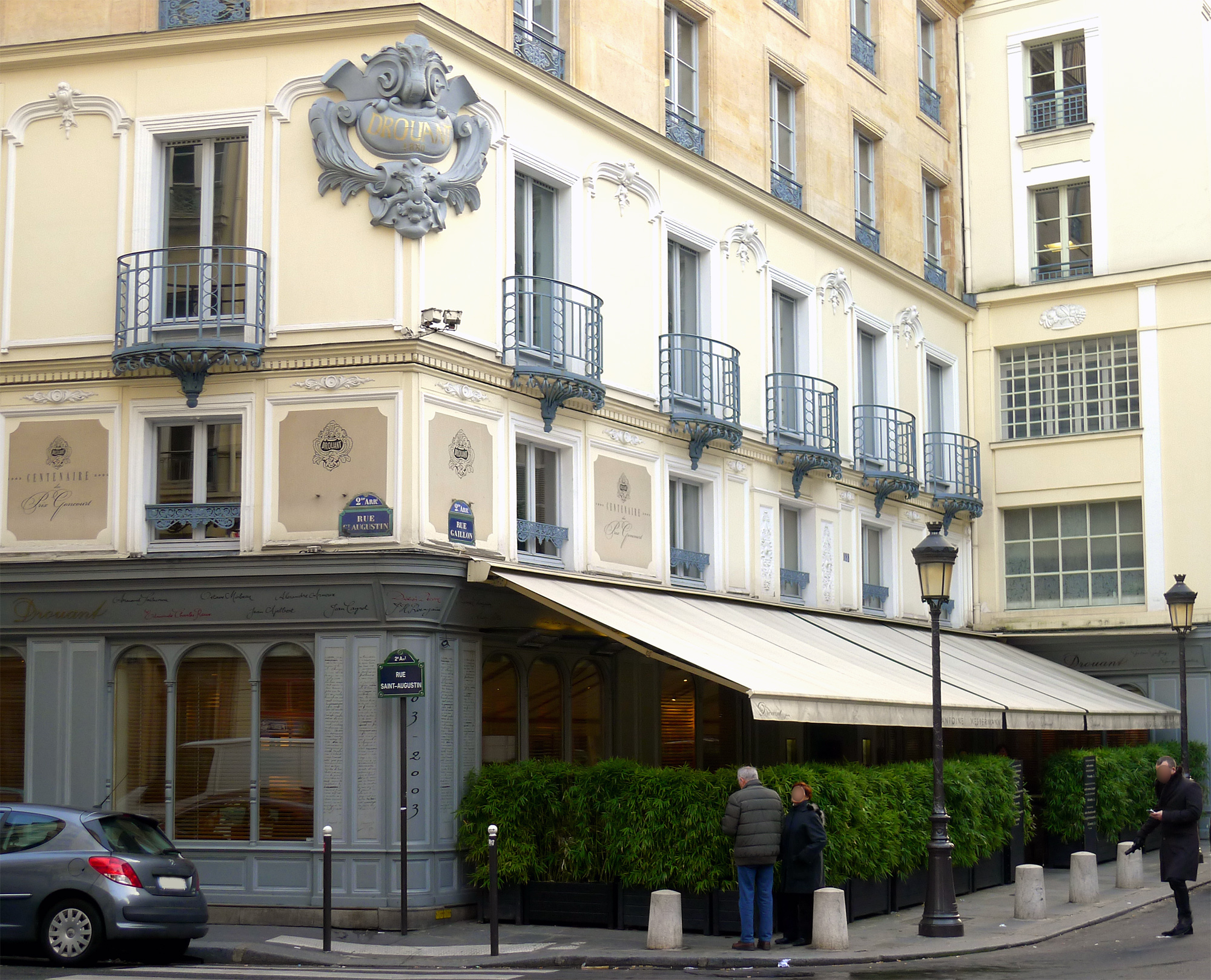
Restaurace Drouant

Renaudotova cena (francouzsky Le prix Théophraste Renaudot, zkráceně prix Renaudot) je francouzské literární ocenění.
Uděluje se od roku 1926, kdy se deset literárních publicistů (Raymond de Nys, Marcel Espiau, Georges Le Fèvre, Noël Sabord, Georges Martin, Odette Pannetierová, Henri Guilac, Gaston Picard, Pierre Demartre a Georges Charensol) během čekání na oznámení výsledků Goncourtovy ceny rozhodlo, že vyberou nejlepší francouzskou knihu roku sami. Ocenění pojmenovali po Théophrastu Renaudotovi, zakladateli prvního francouzského časopisu La Gazette, na jehož životopise právě spolupracovali. Renaudotova cena se vyhlašuje zároveň s Goncourtovou cenou každoročně první listopadové úterý v pařížské restauraci Drouant. Podle pravidel nesmí obě ceny obdržet stejný autor, Renaudotova porota proto vybírá i náhradníka pro případ, že by se s Goncourtovou cenou shodla.
Udělovány jsou také Renaudotova cena za literaturu pro středoškoláky (od roku 1992), Renaudotova cena za esej (od 2001) a Renaudotova cena za knihu kapesního formátu (od 2009).

## Seznam laureátů

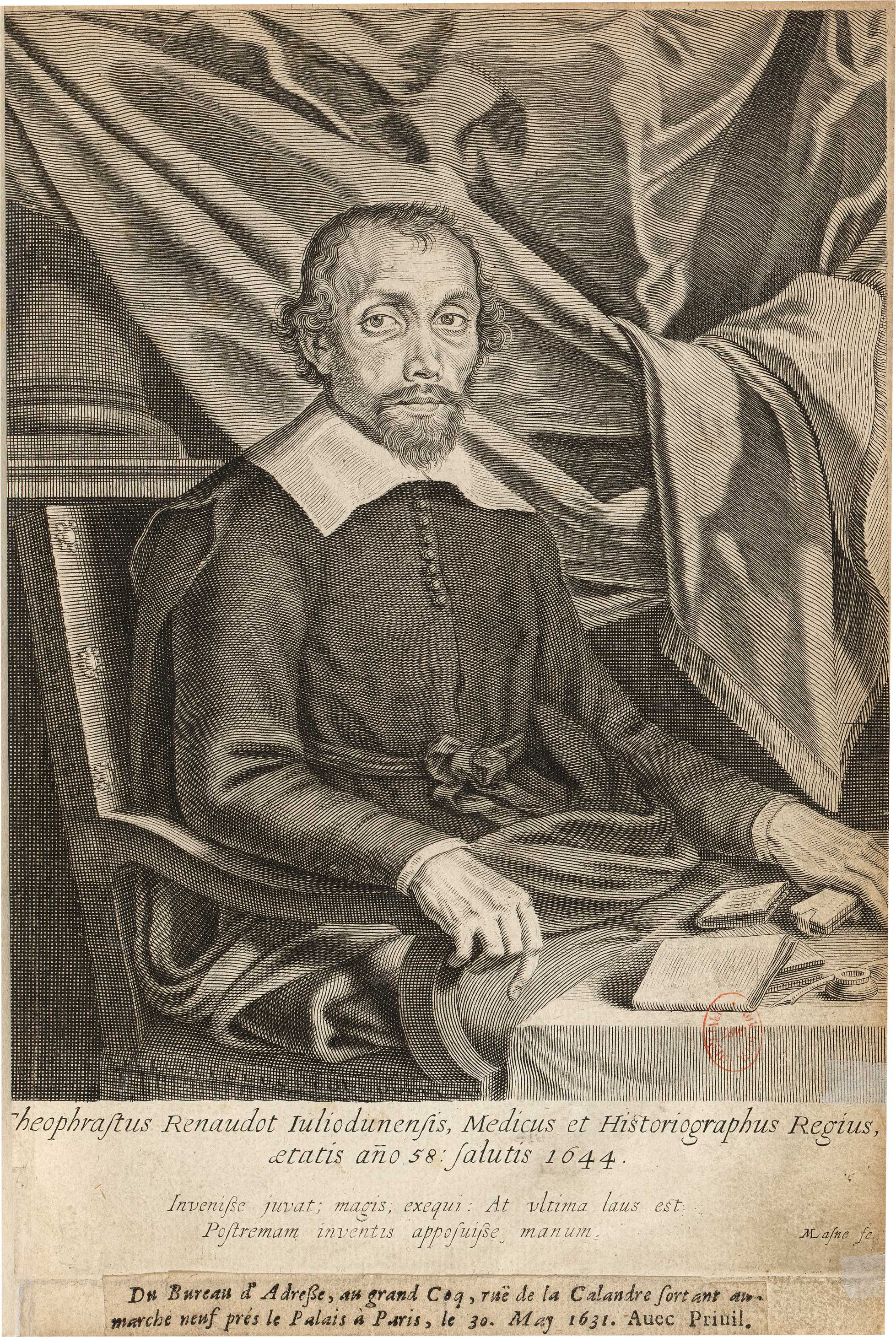
Theophraste Renaudot, podle něhož byla cena pojmenována

- 1926: Armand Lunel, Nicolo-Peccavi ou l'affaire Dreyfus à Carpentras
- 1927: Bernard Narbonne, Maïtena,
- 1928: André Obey, Le Joueur de triangle,
- 1929: Marcel Aymé, La Table aux crevés
- 1930: Germaine Beaumont, Piège
- 1931: Philippe Hériat, L'Innocent
- 1932: Louis-Ferdinand Céline, Cesta do hlubin noci (Voyage au bout de la nuit)
- 1933: Charles Braibant, Le roi dort
- 1934: Louis Francis, Blanc,
- 1935: François de Roux, Jours sans gloire
- 1936: Louis Aragon, Krásné čtvrti (Les Beaux Quartiers)
- 1937: Jean Rogissart, Mervale
- 1938: Pierre-Jean Launay, Léonie la bienheureuse
- 1939: Jean Malaquais, Javánci (Les Javanais)
- 1940: Jules Roy, La Vallée heureuse
- 1941: Paul Mousset, Quand le temps travaillait pour nous
- 1942: Robert Gaillard, Les Liens de chaîne
- 1943: André Soubiran, J'étais médecin avec les chars
- 1944: Roger Peyrefitte, Les Amitiés particulières
- 1945: Henri Bosco, Le Mas Théotime
- 1946: David Rousset, L'Univers concentrationnaire
- 1947: Jean Cayrol, Je vivrai l'amour des autres
- 1948: Pierre Fisson, Voyage aux horizons
- 1949: Louis Guilloux, Le Jeu de patience
- 1950: Pierre Molaine, Les Orgues de l'enfer
- 1951: Robert Margerit, Le Dieu nu
- 1952: Jacques Perry, L'Amour de rien
- 1953: Célia Bertin, La Dernière Innocence
- 1954: Jean Reverzy , Le Passage
- 1955: Georges Govy, Le Moissonneur d'épines
- 1956: André Perrin, Le Père
- 1957: Michel Butor, La Modification
- 1958: Édouard Glissant, La Lézarde
- 1959: Albert Palle, L'Expérience
- 1960: Alfred Kern, Le Bonheur fragile
- 1961: Roger Bordier, Les Blés
- 1962: Simone Jacquemard, Le Veilleur de nuit
- 1963: Jean-Marie Gustave Le Clézio, Zápis o katastrofě (Le Procès-verbal)
- 1964: Jean-Pierre Faye, L'Écluse
- 1965: Georges Perec, Les Choses
- 1966: José Cabanis, La Bataille de Toulouse
- 1967: Salvat Etchart, Le Monde tel qu'il est
- 1968: Yambo Ouologuem, Le Devoir de violence
- 1969: Max-Olivier Lacamp, Les Feux de la colère
- 1970: Jean Freustié, Isabelle ou l'arrière-saison
- 1971: Pierre-Jean Rémy, Le Sac du palais d'été
- 1972: Christopher Frank, La Nuit américaine
- 1973: Suzanne Prou, La Terrasse des Bernardini
- 1974: Georges Borgeaud, Le Voyage à l'étranger
- 1975: Jean Joubert, L'Homme de sable
- 1976: Michel Henry, L'Amour les yeux fermés
- 1977: Alphonse Boudard, Les Combattants du petit bonheur
- 1978: Conrad Detrez, L'Herbe à brûler
- 1979: Jean-Marc Roberts, Affaires étrangères
- 1980: Danièle Sallenave, Les Portes de Gubbio
- 1981: Michel Del Castillo, La Nuit du décret
- 1982: Georges-Olivier Châteaureynaud, La Faculté des songes
- 1983: Jean-Marie Rouart, Avant-Guerre
- 1984: Annie Ernauxová , La Place
- 1985: Raphaëlle Billetdoux, Mes nuits sont plus belles que vos jours
- 1986: Christian Giudicelli, Station balnéaire
- 1987: René-Jean Clot, L'Enfant halluciné
- 1988: René Depestre, Hadriana dans tous mes rêves
- 1989: Philippe Doumenc, Les Comptoirs du Sud
- 1990: Jean Colombier, Les Frères Romance
- 1991: Dan Franck , La Séparation
- 1992: François Weyergans, La Démence du boxeur
- 1993: Nicolas Bréhal, Les Corps célestes
- 1994: Guillaume Le Touze, Comme ton père
- 1995: Patrick Besson, Les Braban
- 1996: Boris Schreiber, Un silence d'environ une demi-heure
- 1997: Pascal Bruckner, Zloději krásy (Les Voleurs de beauté)
- 1998: Dominique Bonaová, Le Manuscrit de Port-Ébène
- 1999: Daniel Picouly, L'Enfant léopard
- 2000: Ahmadou Kourouma, Alláh není povinen (Allah n'est pas obligé)
- 2001: Martine Le Cozová, Céleste
- 2002: Gérard de Cortanze, Assam
- 2003: Philippe Claudel, Šedé duše (Les Âmes grises)
- 2004: Irena Nemirovská, Francouzská suita (Suite française)
- 2005: Nina Bouraouiová, Mes mauvaises pensées
- 2006: Alain Mabanckou, Mémoires de porc-épic
- 2007: Daniel Pennac, Chagrin d'école
- 2008: Tierno Monénembo, Le Roi de Kahel
- 2009: Frédéric Beigbeder, Un roman français
- 2010: Virginie Despentesová, Dítě apokalypsy (Apocalypse bébé)
- 2011: Emmanuel Carrère, Limonov
- 2012: Scholastique Mukasongová, Notre-Dame du Nil[1]
- 2013: Yann Moix, Naissance[2]
- 2014: David Foenkinos, Charlotte[3]
- 2015: Delphine de Viganová, Podle skutečného příběhu (D'après une histoire vraie)[4]
- 2016: Yasmina Reza, Babylone[5]
- 2017: Olivier Guez, Zmizení Josefa Mengeleho (La disparition de Josef Mengele)
- 2018: Valérie Manteauová, Le Sillon[6]
- 2019: Sylvain Tesson, Sněžný levhart (La Panthère des neiges)
- 2020: Marie-Hélène Lafonová, Histoire du fils
- 2021: Amélie Nothombová, Premier Sang
- 2022: Simon Liberati, Performance [7]
- 2023: Ann Scottová, Les Insolents[8]